# WTA Tour Championships 2013 – ženská čtyřhra
Soutěže ženské čtyřhry na Turnaji mistryň 2013 v Istanbulu se účastnily čtyři nejlepší páry tenistek v klasifikaci žebříčku WTA Race dvojic. Obhájcem titulu byl ruský pár Maria Kirilenková a Naděžda Petrovová. Kirilenková však na turnaji nestartovala a spoluhráčkou Petrovové se stala Slovinka Katarina Srebotniková, která byla její stabilní spoluhráčkou v probíhající sezóně.
Premiérovou účast na první ze dvou závěrečných událostí roku proměnil v zisk titulu druhý nasazený čínsko-tchajwanský pár Pcheng Šuaj a Sie Šu-wej, když ve finále zdolal ruské turnajové čtyřky Jelenu Vesninovou hrající po boku Jekatěriny Makarovové ve dvou setech. Každá z vítězek si do žebříčku WTA připsala 1 500 bodů a dvojice si rozdělila částku 460 000 dolarů.
Sie Šu-wej si připsala pátý deblový triumf sezóny a celkově čtrnáctý kariérní, když posledních dvanáct finále v řadě neprohrála. Pro Šuaj Pchengovou výhra znamenala také pátý titul ze čtyřhry v roce 2013 a úhrnem dvanácté turnajové vítězství na okruhu WTA Tour v této soutěži. Obě tenistky vyhrály pátou společnou trofej sezóny.

## Nasazení párů
1. Sara Erraniová /  Roberta Vinciová (semifinále, 690 bodů, 115 000 USD/pár)
2. Pcheng Šuaj /  Sie Šu-wej (vítězky, 1 500 bodů, 460 000 USD/pár)
3. Naděžda Petrovová /  Katarina Srebotniková (semifinále, 690 bodů, 115 000 USD/pár)
4. Jelena Vesninová /  Jekatěrina Makarovová (finále, 1 050 bodů, 230 000 USD/pár)

## Soutěž
| Legenda                                                       |                                                                        |                                                   |
| - Q – kvalifikant - WC – divoká karta - LL – šťastný poražený | - Alt – náhradník - SE – zvláštní výjimka - PR/SR – žebříčková ochrana | - w/o – bez boje - r – skreč - d – diskvalifikace |

### Finálová fáze
|  | Semifinále 26. října 2013 | Semifinále 26. října 2013              | Semifinále 26. října 2013 | Semifinále 26. října 2013 | Semifinále 26. října 2013 |                                         |    | Finále 27. října 2013                  | Finále 27. října 2013 | Finále 27. října 2013 | Finále 27. října 2013 | Finále 27. října 2013 |
|  |                           |                                        |                           |                           |                           |                                         |    |                                        |                       |                       |                       |                       |
|  | 1                         | Sara Erraniová Roberta Vinciová        | 6                         | 5                         | [3]                       |                                         |    |                                        |                       |                       |                       |                       |
|  | 4                         | Jelena Vesninová Jekatěrina Makarovová | 4                         | 7                         | [10]                      |                                         |    |                                        |                       |                       |                       |                       |
|  | 4                         | Jelena Vesninová Jekatěrina Makarovová | 4                         | 7                         | [10]                      |                                         | 4  | Jelena Vesninová Jekatěrina Makarovová | 4                     | 5                     |                       |                       |
|  |                           |                                        |                           |                           |                           |                                         | 4  | Jelena Vesninová Jekatěrina Makarovová | 4                     | 5                     |                       |                       |
|  |                           | 2                                      | Pcheng Šuaj Sie Šu-wej    | 6                         | 7                         |                                         |    |                                        |                       |                       |                       |                       |
|  | 3                         | 2                                      | Pcheng Šuaj Sie Šu-wej    | 6                         | 7                         | Naděžda Petrovová Katarina Srebotniková | 65 | 2                                      |                       |                       |                       |                       |
|  | 3                         |                                        |                           |                           |                           | Naděžda Petrovová Katarina Srebotniková | 65 | 2                                      |                       |                       |                       |                       |
|  | 2                         | Pcheng Šuaj Sie Šu-wej                 | 7                         | 6                         |                           |                                         |    |                                        |                       |                       |                       |                       |